# دشارژ استریمر

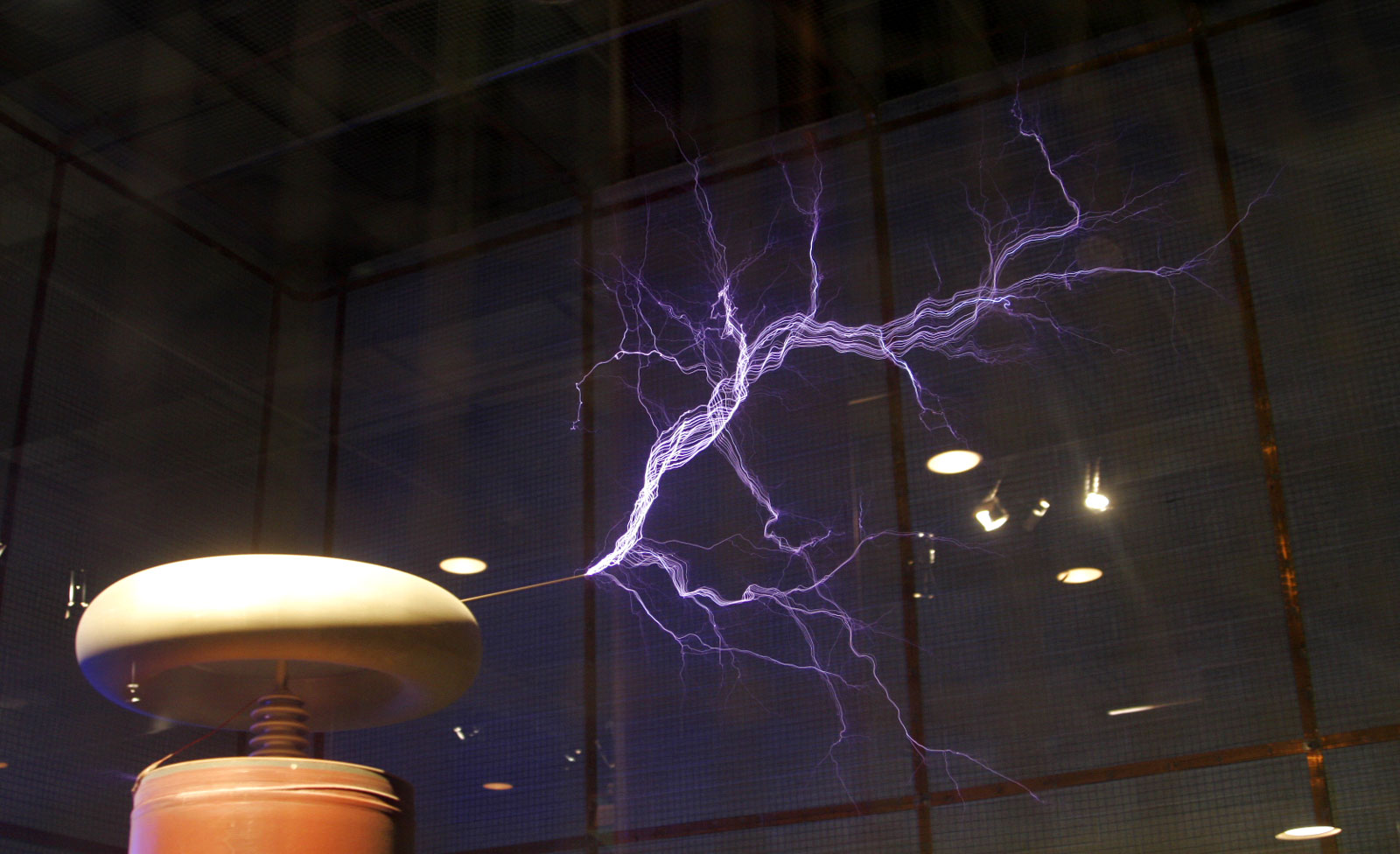
استریمر از پایانه ولتاژ بالای یک پیچه تسلای بزرگ به هوا تخلیه می‌شود. استریمر‌ها در انتهای یک میله نوک تیز که از پایانه بیرون می‌زند تشکیل می‌شوند. میدان الکتریکی زیاد در انتهای نوک تیز باعث یونیده کردن هوا در آنجا می‌شود.

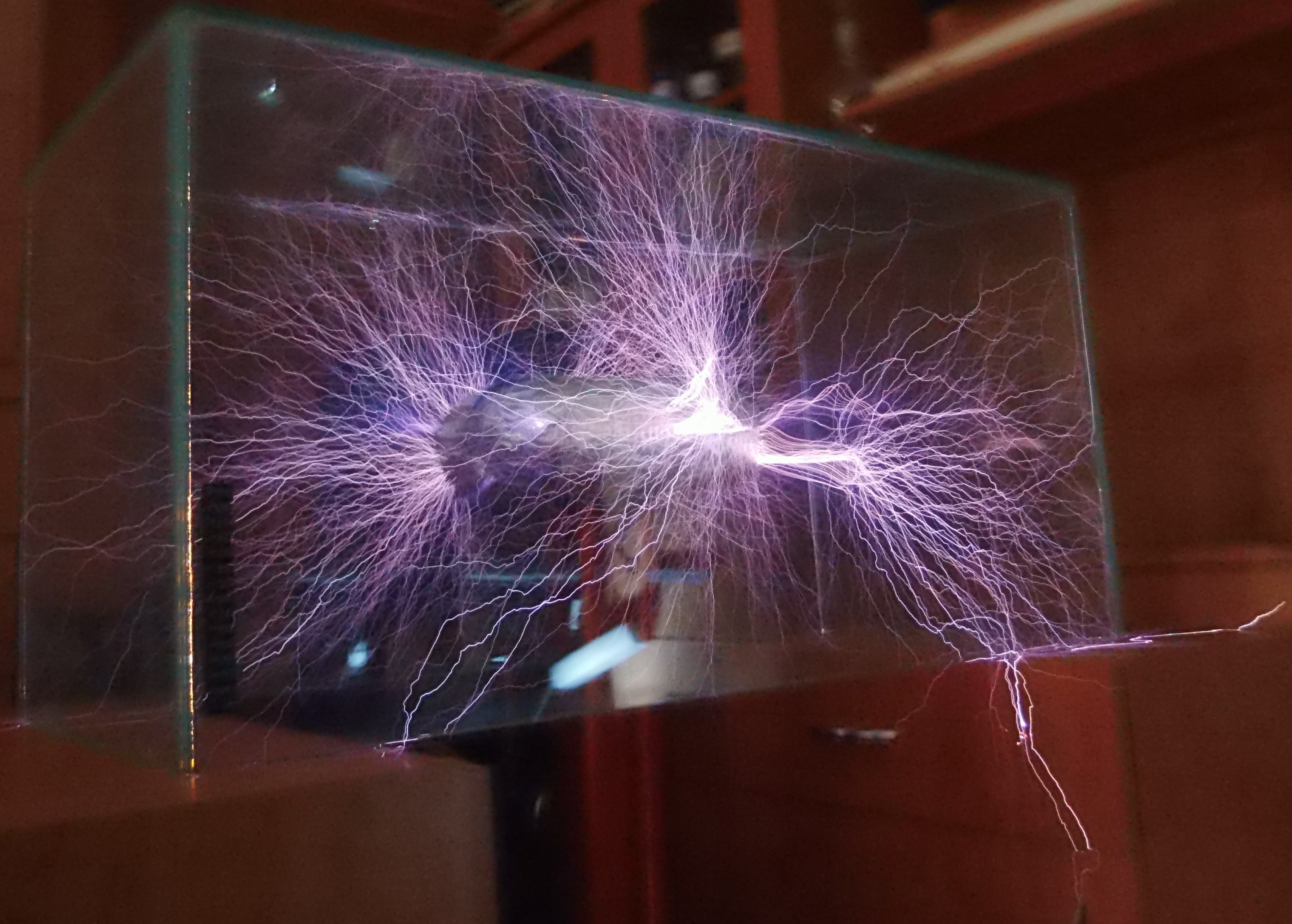
این‌بار قرارگرفتن درمعرض استریمر‌های سیم‌پیچ تسلا در یک جعبه شیشه‌ای ماهیت رشته‌ای آنها را نشان می‌دهد.

دشارژ استریمر (انگلیسی: Streamer discharge) یا تخلیه رشته‌ای (به انگلیسی: filamentary discharge) نوعی تخلیه الکتریکی گذراست. تخلیه استریمر وقتی اتفاق می‌افتد که ولتاژ بالایی در دوسَر محیط عایق‌سازی مانند هوا بیفتد. وقتی که میدان الکتریکی ناشی از ولتاژ الکتریکی اعمال‌شده به حد کافی بزرگ باشد، بهمن الکترونی می‌تواند شکل بگیرد. بار فضایی موجود بین دو الکترود (که بر اثر بهمن الکترونی به وجود آمده‌اند) میدان مضاعفی را به وجود می‌آورند که باعث تسهیل در به وجود آمدن یک بهمن الکترونی جدید در جهت خاصی می‌شود. سپس ناحیهٔ یونیده‌شده در انتهای آن رشد می‌کند که تخلیهٔ انگشت‌مانندی به نام استریمر را تشکیل می‌دهد.

## تاریخچه
برای اولین بار در حوالی سال ۱۹۰۰ میلادی جان سیلی تاونزند، نظریه تخلیه الکتریکی را بیان کرد.